# Boaz Arad
Pour les articles homonymes, voir Arad.
Boaz Arad, né le 16 mars 1956 à Tel Aviv et mort le 2 février 2018 dans la même ville, est un artiste visuel israélien.

## Biographie

### Carrière artistique
Artiste multidisciplinaire (peinture, sculpture, photographie, vidéo), il enseigne dans différentes écoles de Tel Aviv depuis 1993. Il est récompensé par le prix du Ministère de l'Éducation et de la Culture (2003) et le prix du musée d'art de Petah Tikva (2006).
Ses œuvres sont présentées dans différents musées, dont le musée d'Israël à Jérusalem.

### Mort
Le 1er février 2018, le site d'informations Mako révèle qu'il est visé par une enquête concernant des relations sexuelles qu'il aurait eues avec des élèves mineures. Le lendemain, il est retrouvé mort chez lui, apparemment suicidé.

## Expositions solo
- Galerie Chelouche, Tel Aviv (1985)
- Galerie Mapu, Tel Aviv (1986)
- Centre d'art contemporain, Tel Aviv (2007)
- Galerie Rosenfeld, Tel Aviv (2008, 2009, 2011, 2012, 2013)
- Galerie Dana, Yad Mordechai (2015)